# Petit-Enghien
Petit-Enghien (nld. Lettelingen, pcd. P'tit-Inguî, wa. Pitit-Inguî) – dzielnica (section) miasta Enghien w Belgii, w Regionie Walońskim, w prowincji Hainaut, w okręgu Ath. 1 stycznia 2020 roku liczyła 6687 mieszkańców. Do 31 grudnia 1976 samodzielna gmina.

## Demografia
Liczba mieszkańców, stan na 1 stycznia:
| Rok                | 1930 | 1947 | 1961 | 2020 |
| ------------------ | ---- | ---- | ---- | ---- |
| Liczba mieszkańców | 2593 | 2691 | 3062 | 6687 |

## Transport
Przez teren dzielnicy przebiegają trasa europejska E429 oraz drogi regionalne N7 i N285.